# Thersites
Thersites (altgriechisch Θερσίτης Thersítēs) ist eine Gestalt der griechischen Mythologie. Nach Homers Ilias nahm er im griechischen Heer am Trojanischen Krieg teil. Homer schildert ihn drastisch als hässlichen, schmähsüchtigen und daher von den Helden verachteten, allgemein verhassten und erfolglosen Demagogen. Diese Eigenschaften machten ihn zu einer einzigartigen Ausnahmeerscheinung im Kreis der homerischen Kämpfer. Er wirkte sowohl wegen seiner Körpergestalt als auch wegen seiner Gesinnung abstoßend. Diese extrem negative Charakterisierung hat zu mancherlei Spekulationen über seine Herkunft, seinen Rang, seine Rolle im griechischen Heer und seine Bedeutung als literarische Figur Anlass gegeben.

## Darstellung in derIlias
Thersites kommt nur an einer Stelle in der Ilias vor: Nach dem Streit zwischen dem König Agamemnon und dem Helden Achilleus wollte Agamemnon die Kampfbereitschaft des griechischen Heeres auf die Probe stellen, indem er der Heeresversammlung zum Schein vorschlug, den Krieg als aussichtslos abzubrechen. Das Vorhaben misslang, denn statt wie erhofft zu widersprechen, stürzten die Griechen zu den Schiffen, um die Heimfahrt anzutreten. Nur mit Mühe konnte Odysseus, der das Zepter Agamemnons ergriffen hatte, das Heer zur Umkehr bewegen. Die Vornehmen überredete er, einfache Krieger schlug er mit dem Zepter. Die Versammlung wurde fortgesetzt. Nun folgte der Auftritt des Thersites, dessen körperliche Missbildung der Dichter zunächst schildert. Thersites hielt eine Schmährede, in der er suggerierte, der Krieg werde nur wegen Agamemnons Selbstsucht und Beutegier fortgesetzt. Er forderte das Heer zur Verweigerung des Gehorsams und zur Heimfahrt auf. Odysseus trat ihm heftig entgegen, beschimpfte und bedrohte ihn und unterstellte ihm, aus Neid auf Agamemnon zu handeln. Schließlich versetzte er ihm mit dem Zepter einen heftigen Schlag auf Rücken und Schultern. Thersites vermochte sich nicht zu wehren; er krümmte sich vor Schmerz, brach in Tränen aus und setzte sich. Das Heer lachte ihn aus, man lobte die Tat des Odysseus. Darauf gelang es Odysseus und anderen Rednern, die versammelten Kämpfer wieder zur alten Kampfbereitschaft zu bewegen.
Der erzähltechnische Rahmen ist komplex, denn Homer arbeitete mit mehreren Perspektiven, die einander widersprechen: derjenigen von Odysseus, der des Erzählers und derjenigen von Thersites selbst. Je nachdem, welche Perspektive eingenommen werde, gelange man zu einer anderen Einschätzung dieser berühmten Szene unterdrückter Rede, so Ralph M. Rosen in einer Studie von 2013.

## Sozialgeschichtliche Deutung
Eine der vielfältigen Deutungen des Geschehens in der Ilias macht aus Thersites einen Repräsentanten des einfachen Fußvolks, der nichtadligen Kämpfer, die er zur Meuterei gegen ihre vornehmen Anführer aufgewiegelt habe. Seine demütigende öffentliche Bestrafung durch Odysseus spiegele einen sozialen Gegensatz wider, der in der Ilias nur in dieser einen Szene thematisiert und aus der Sicht des Adels dargestellt werde. Für diese Sichtweise lassen sich folgende Argumente anführen:
- Gegen seine sonstige Gewohnheit, die Ahnen der Kämpfer zu nennen, macht Homer bei Thersites keine Angaben zur Abstammung.
- Die in der Rede des Thersites (besonders Verse 225–242) zutage tretende Kritik galt der gesamten Führungsgruppe: Diese habe aufgrund ihrer internen Konflikte einen Erfolg des Heeres vor Troja verunmöglicht. Während die Achaier „Unglück“ litten, würde das Führungspersonal Privilegien genießen, die wegen des ausbleibenden Erfolges unrechtmäßig wären. Auf diese Weise werden die Interessen der „unterelitären Schicht im Heerlager vor Troia“[5] denen der „Elite“ gegenübergestellt.
- Odysseus züchtigte Thersites mit dem Zepter, so wie er zuvor die einfachen Kämpfer damit geschlagen hatte. Er behandelte ihn von vornherein verachtungsvoll, im Gegensatz zu ebenbürtigen Andersdenkenden, die er zu überzeugen versuchte. Ohne Argumente vorzubringen, nutzte Odysseus eine Gewaltmaßnahme, um die durch die Rede des Thersites gefährdete soziale und politische Ordnung wiederherzustellen.
- Thersites fand unter den Vornehmen keinen Parteigänger oder Fürsprecher, er hatte unter ihnen anscheinend keine Verwandten oder Freunde. Stattdessen schien er erzählerisch als Repräsentant der Mehrzahl der einfachen Kämpfer zu fungieren.[6]
- Die Argumente des Thersites gegen Agamemnon knüpften an diejenigen an, die Achilleus bereits früher in noch schärferer Weise gegen den Herrscher vorgebracht hatte, ja er griff sogar auf die Ausdrucksweise des Helden zurück, erreichte damit aber nichts. Auf diese Weise will Homer offenbar zum Ausdruck bringen, dass es einer Person vom Rang des Thersites nicht zustand, einen Standpunkt zu vertreten, auf den sich Achilleus wiederum durchaus stellen durfte.[7]

## Vorhomerische Überlieferung

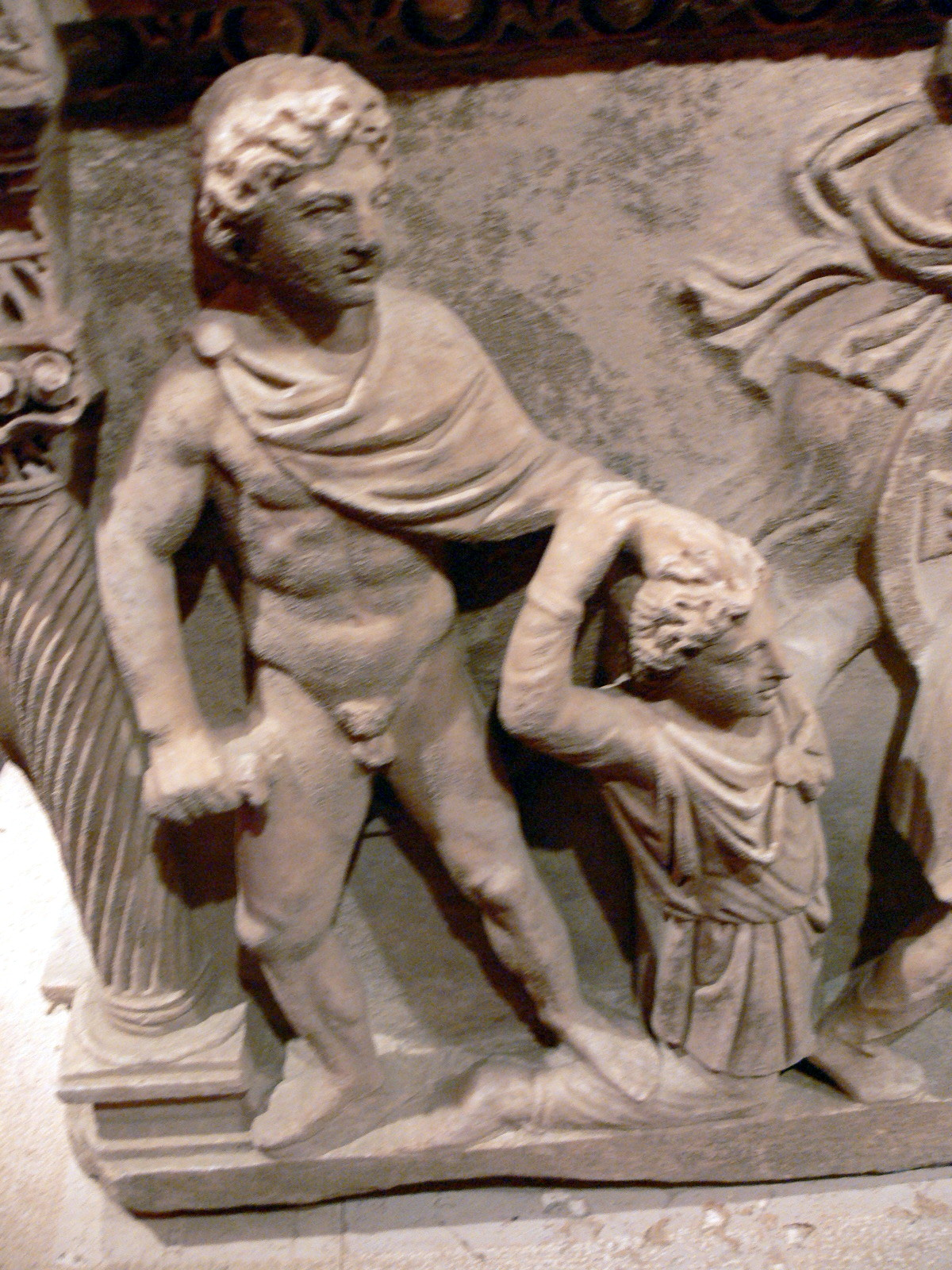
Achill erschlägt Thersites. Darstellung auf einem römischen Sarkophag, Archäologisches Museum Antalya

Aus vereinzelten Indizien und wenigen überlieferten Angaben lassen sich Grundzüge einer verlorenen vorhomerischen Sage erschließen, in der Thersites eine Rolle spielt. Allerdings liegt in den einschlägigen nichthomerischen Quellen teilweise Weiterentwicklung und Ausschmückung des Stoffs der Ilias vor. In dieser Tradition erscheint Thersites als vornehm; sein Vater soll Agrios gewesen sein, sein Vetter Tydeus, der Vater des berühmten Helden Diomedes. Das ist mit Homers Darstellung kaum vereinbar; schon in der Antike wurde darauf hingewiesen, dass, wenn Thersites mit Diomedes verwandt gewesen wäre, Odysseus ihn nicht so gedemütigt hätte.
Die Hauptquelle ist ein mittelalterlicher Auszug aus der nicht im Original erhaltenen Chrēstomátheia grammatikḗ. Diese Chrestomathie, die dem Neuplatoniker Proklos zugeschrieben wird, bot eine Inhaltsangabe des verlorenen Epos Aithiopis, das zwar nach der Ilias entstand, aber vorhomerischen Sagenstoff verwertete. Eine späte Fassung findet sich in den Posthomerica des Quintus von Smyrna (1,716–825).
Nach dieser Sage schmähte Thersites Achilleus, dem er vorwarf, die auf der Seite der Trojaner kämpfende Amazone Penthesilea zwar getötet, aber auch geliebt zu haben. Darauf erschlug ihn Achilleus mit einem Fausthieb oder einer Ohrfeige. Dieser Totschlag führte zu einem Aufstand im griechischen Heer. Quintus und der Mythograph Pherekydes von Athen fügen hinzu, dass Diomedes als Rächer seines Verwandten zum Kampf gegen Achilleus antreten wollte. Achilleus musste sich rituell von der Befleckung durch seine Tat reinigen (ein unhomerisches Motiv).
Gemeinsam ist der Ilias und der nichthomerischen Tradition, dass Thersites als aggressiver Kritiker erscheint, der die angesehensten Helden hemmungslos schmähte und damit eine harte Reaktion herausforderte, der er nicht gewachsen war und die ihm zum Verhängnis wurde. Es bestehen aber auch gewichtige Unterschiede. In der nichthomerischen Tradition stammte Thersites aus aitolischem Adel, sogar aus königlichem Hause, sein Schicksal war weniger schimpflich als in der Ilias, er war nicht wie bei Homer völlig isoliert und auch nicht missgestaltet. Demgemäß zeigen zwei Krüge aus dem 4. Jahrhundert v. Chr. einen normal gestalteten Thersites in nichthomerischen Szenen. Auf einem Vasenbild aus dem 5. Jahrhundert v. Chr. hingegen ist Thersites in einer Szene aus der Ilias hässlich dargestellt.
Der Etymologie nach weist der Name Thersites auf die hervorstechendste Eigenschaft seines Trägers hin: Er wird mit „Frechling“ übersetzt und bezeichnet einen dreisten Menschen. Das aiolische Ausgangswort thérsos wurde jedoch vornehmlich positiv im Sinne von „kühn“ verwendet. In Thessalien ist „Thersites“ im 4. und 3. Jahrhundert v. Chr. als Name historischer Personen belegt. Eine solche Namenswahl für ein Kind kann keine Anknüpfung an die homerische Sage gewesen sein, sondern beweist, dass der Name auch positiv konnotiert war.

## Rezeption
Der Name des homerischen Thersites wurde schon in der Antike redensartlich. Dabei spielte man teils auf die körperliche Hässlichkeit, teils auf die Dreistigkeit und Demagogie oder auch auf die Verbindung dieser Eigenschaften an.
Thersites wurde auch in andere Sagen einbezogen, darunter die von der Jagd auf den Kalydonischen Eber, wobei er sich aus Feigheit dem Kampf mit dem Eber entzogen haben soll. Dass er überhaupt als Teilnehmer der Jagd in Betracht kam, deutet auf hohen sozialen Status.
Im 4. Jahrhundert v. Chr. brachte der Dichter Chairemon in einem nicht erhaltenen Stück – wohl einem Satyrspiel – den Tod des Thersites auf die Bühne. Platon ließ im zehnten Buch seines Dialogs Politeia die Seele des Thersites im Rahmen der Seelenwanderung in einen Affenkörper eintreten.
Im 2. Jahrhundert n. Chr. machte Lukian von Samosata Thersites zum Gesprächspartner in einem grotesken Dialog: Thersites beteiligte sich unter den Toten an einem Schönheitswettstreit mit dem von Homer wegen seiner Schönheit gerühmten Nireus und wies darauf hin, dass Homer, der ihn als hässlich schilderte, bekanntlich blind war. Der als Schiedsrichter herbeigerufene Menippos befand, dass „die Knochen gleich“ seien.
Daneben gab es das „Lob des Thersites“ als rhetorische Übungsaufgabe. Noch im 4. Jahrhundert n. Chr. verfasste der Redner Libanios eine derartige Rehabilitation des Agitators, dessen mutiges Auftreten gegen die Mächtigen er hervorhob. Dies wurde von Heiner Müller in dem Gedicht Geschichten von Homer ebenfalls aufgegriffen.
In William Shakespeares Stück Troilus und Cressida ist Thersites ein Spötter und Lästerer, der für seine Frechheit Schläge bezog. Im frühen 20. Jahrhundert machte Stefan Zweig ihn zur Titelgestalt eines Versdramas.
Auch der Schriftsteller Michael Graf Soltikow, Abwehr-Agent unter Admiral Wilhelm Canaris, bezeichnet in seinen Memoiren Ich war Mittendrin einen ehrgeizigen Mitarbeiter und späteren Denunzianten aufgrund seines unangenehmen Auftretens als „Thersites“.
In der gehobenen Umgangssprache ist „Thersites“ ein gepflegtes Schimpfwort für einen Hetzer und Stänkerer.
Wolfgang Neuss bezeichnete sich selbst in einem seiner Kabarettprogramme als Lästerer und „Der Thersites vom Lützowplatz“ (wo sich sein Kellertheater befand).